# Operation Condor

Teilnehmer der staatsterroristischen, multinationalen Geheimdienstoperation Operation Condor
Grün: Teilnehmende Staaten,
Hellgrün: Teilweise beteiligte Staaten,
Blau: Unterstützende Staaten. Bis heute ist die Rolle der USA nicht annähernd vollständig aufgeklärt.

Unter dem Codenamen Operation Condor (spanisch Operación Cóndor) operierten in den 1970er- und 1980er-Jahren die Geheimdienste von sechs südamerikanischen Ländern – Argentinien, Chile, Paraguay, Uruguay, Bolivien und Brasilien – mit Unterstützung der Vereinigten Staaten, mit dem Ziel, linke politische und oppositionelle Kräfte weltweit zu verfolgen und zu töten. In geringerem Umfang waren auch die Geheimdienste Perus, Kolumbiens und Venezuelas an den Aktionen beteiligt. Fast alle beteiligten Länder wurden zu Beginn der Geheimoperation von Militärdiktaturen oder rechtsautoritären Regimen regiert. Sie endete in den einzelnen Ländern jeweils spätestens mit deren Übergang zur Demokratie. Die wirksame juristische Aufarbeitung dieser Verbrechen kam erst zu Beginn des 21. Jahrhunderts in Gang und dauert bis heute an.
Die Operation Condor wurde offiziell im November 1975 auf Wunsch des chilenischen Diktators Augusto Pinochet gestartet.  Die Hauptphase der Operation fand zwischen 1976 und 1978 statt. Die Beziehungen zwischen Chile und Argentinien wurden 1978 angespannt, was schließlich zum Zusammenbruch des gesamten Condor-Netzwerks führte, obwohl der Betrieb bis 1981 fortgesetzt wurde.
Die 1992 in Paraguay entdeckten Archive des Terrors enthüllten die Existenz der Operation Condor und dokumentierten zahlreiche Missbräuche. Sie dokumentieren die Entführung, Folter, Vergewaltigung und Ermordung von mindestens 763 Menschen, darunter mindestens 370 Morde. Der amerikanische Politikwissenschaftler J. Patrice McSherry schätzt, dass bei der Operation 402 Menschen getötet wurden.

## Ablauf
Nach dem bisherigen Kenntnisstand beschlossen die Vertreter der sechs Staaten auf Vorschlag des damaligen chilenischen Geheimdienstchefs Manuel Contreras am 25. November 1975 die grenzübergreifende Zusammenarbeit. Die Übereinkunft fiel mit dem 60. Geburtstag des damaligen chilenischen Diktators General Augusto Pinochet zusammen. Fünf Tage zuvor war der spanische Diktator Franco gestorben. Die Länder kooperierten beim Informationsaustausch sowie der Verfolgung und Tötung von als Staatsfeinden eingestuften politischen Gegnern in den Nachbarstaaten sowie im Ausland. Eine gemeinsame Informationszentrale wurde im Hauptquartier der chilenischen Geheimpolizei DINA eingerichtet.
Intern wurden die geheim gehaltenen Aktivitäten mit der Ausschaltung von Regimegegnern sowie als Kampf gegen internationale terroristische Elemente begründet. Dabei setzten die Geheimdienste ihre Agenten auf die Spur von Gegnern der Militärregime, linken Politikern, Priestern, Gewerkschaftern, Oppositionellen sowie Vertretern von Menschenrechtsorganisationen. Die Opfer wurden in der Regel ohne Begründung oder gerichtliche Grundlage verhaftet oder verschleppt und danach oft ermordet (span. Desaparecidos ‚[die] Verschwundene[n]‘; siehe auch Verschwindenlassen).
Mehrfach wurden auch im Ausland, u. a. in den USA, Italien, Frankreich und Portugal, Mordanschläge verübt. Unter anderem wird das tödliche Attentat auf den ehemaligen chilenischen Außenminister Orlando Letelier im September 1976 in Washington (Autobombenanschlag) mit Agenten der Operation Condor in Verbindung gebracht. DINA-Chef Manuel Contreras wurde für diese Tat vor einem US-Gericht angeklagt (siehe Rolle der USA). Im Jahr 2004 wurde er wegen „gewaltsamen Verschleppens von Personen“ in Chile zu 12 Jahren Haft verurteilt (siehe Juristische Aufarbeitung).

## Opfer

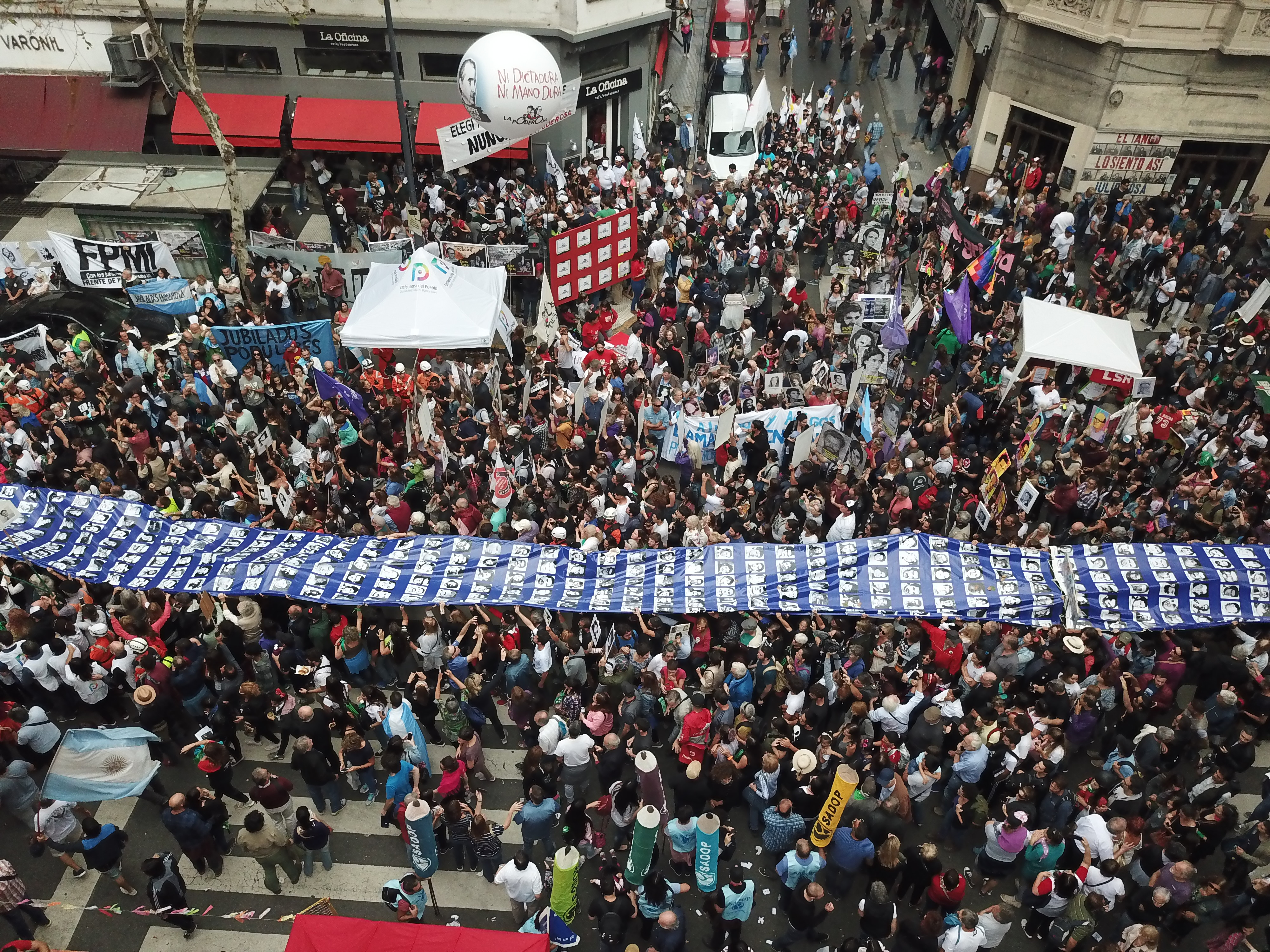
Gedenkmarsch mit Fotos von Verschwundenen zum Anlass des dreißigsten Jahrestages des Militärputsches in Argentinien, 24. März 2019

Nach dem bisherigen Stand der offiziellen Ermittlung sowie der Auswertung von Dokumenten fielen mindestens 200 Personen der Zusammenarbeit der Staaten während der Operation Condor zum Opfer. Die weitaus größere Zahl der Opfer ist jedoch auf direkte Maßnahmen der nationalen Regierungen gegen ihre eigenen Bürger zurückzuführen, allein in Argentinien gelten etwa 30.000 Menschen als dauerhaft verschwunden, in Chile 2.950. Doch die Bilanz der lateinamerikanischen Repressionspolitik ist nach Angaben von Menschenrechtsorganisationen weitaus höher: Etwa 50.000 Ermordete, 350.000 Verschwundene und 400.000 Gefangene.

## Juristische Aufarbeitung
Die Geheimdienstoperation wurde durch Zufall bekannt, als bei Recherchen des paraguayischen Anwalts Martín Almada im Dezember 1992 in einer Polizeistation im Vorort der Hauptstadt Asunción Dokumente über die Operation Condor entdeckt wurden. Diese so genannten Terrorarchive führten zu intensiven Ermittlungen der Staatsanwaltschaften in den inzwischen demokratisch regierten Ländern.
Paraguays ehemaliger Diktator Alfredo Stroessner wurde in mehreren Fällen wegen der Operation Condor angeklagt – er starb jedoch im brasilianischen Exil geschützt vor einer Strafverfolgung. Am 13. Dezember 2004 erhob ein chilenisches Gericht Anklage gegen den chilenischen Ex-Diktator Pinochet; er starb jedoch, bevor es zu einer Verurteilung kommen konnte. Die meisten angeklagten Politiker, die sich bisher zu den Vorwürfen geäußert haben, lehnen jede Verantwortung für die Operation Condor und die blutige Repression in ihren Ländern ab und beschuldigen die nationalen Polizeidienste. Mittlerweile wurden jedoch einige Beteiligte rechtskräftig verurteilt, unter anderem der chilenische DINA-Chef Manuel Contreras, mehrere chilenische und argentinische Offiziere sowie im Jahr 2010 auch der ehemalige Junta-Chef von Argentinien, Jorge Rafael Videla. Contreras wurde im April 2003 von einem chilenischen Gericht zu 15 Jahren Haft verurteilt. Im Januar 2004 bestätigte ein Berufungsgericht den Schuldspruch, setzte seine Strafe aber auf 12 Jahre herab. Es handelte sich dabei um die erste Verurteilung wegen „gewaltsamen Verschleppens von Personen“ während der Militärdiktatur in Chile. Zahlreiche Prozesse sind in den betroffenen Ländern anhängig.
Im Jahr 2009 kehrte Sabino Montanaro nach jahrelangem Exil nach Paraguay zurück. Montanaro war erst Chef der paraguayischen Geheimpolizei und später ab 1966 Innenminister unter Diktator Stroessner. Ihm wurde eine tragende Rolle bei der Operation Condor zugeschrieben. Er hatte sich 1989 mit einem Diplomatenpass nach Honduras abgesetzt. Ob Anklage erhoben werden sollte, war zunächst unklar, da er zu krank und alt für eine Gerichtsverhandlung erschien. Montanaro verstarb schließlich 2011, bevor es zu einer Verurteilung kommen konnte. Zu diesem Zeitpunkt waren sieben Gerichtsverfahren wegen diverser Menschenrechtsverletzungen gegen ihn anhängig, unter anderem wegen des gewaltsamen Verschwindenlassens von Personen.
Ende Mai 2016 wurden in Argentinien insgesamt fünfzehn frühere Militärangehörige wegen ihrer Beteiligung an der Operation verurteilt. Der ehemalige Militärmachthaber des Landes, Reynaldo Bignone, erhielt wegen der Beteiligung an mehr als einhundert Morden eine zwanzigjährige Haftstrafe. Der ursprünglich ebenfalls angeklagte Jorge Videla war im Laufe des sich über mehr als drei Jahre hinziehenden Prozesses verstorben.
2017 wurde der 95-jährige Ex-Präsident Perus Francisco Morales Bermúdez in Rom zu lebenslänglicher Haft verurteilt.

## Rolle der USA und Frankreichs
Die Rolle der US-Regierung und der US-Geheimdienste bei der Operation Condor ist bis heute nicht vollständig aufgeklärt. In den Jahren 2000 und 2001 veröffentlichte US-Geheimdienstdokumente legen den Schluss nahe, dass das FBI und der amerikanische Geheimdienst CIA von den Aktivitäten Kenntnis hatten, sie duldeten und logistisch und technisch unterstützten. Den Dokumenten zufolge lieferten sie technische Hilfsmittel und gaben Ausbildungskurse für die Agenten. Eine wichtige Rolle spielte dabei das militärische Ausbildungszentrum School of the Americas in der Kanalzone Panamas.
Französische Veteranen aus dem Algerienkrieg schulten Offiziere der Militärregime in der so genannten Französischen Doktrin, die ein umfassendes Instrumentarium zur Unterdrückung von Oppositionellen darstellt und unter anderem die systematische Folter und Ermordung von (oftmals willkürlichen) Verdächtigten umfasst.
Laut einem internen CIA-Untersuchungsbericht hielt die Behörde von 1974 bis 1977 enge Kontakte zum Leiter der Operation Condor, Manuel Contreras. Die CIA bestätigte auch, zu mindestens einem Zeitpunkt Zahlungen an Contreras geleistet zu haben, die Summe wurde nicht veröffentlicht. Als Contreras 1976 wegen des Mordes an Orlando Letelier in Washington von einem US-Bundesschöffengericht (federal grand jury) angeklagt wurde, hatte die CIA diese Information zurückgehalten, sie kam erst im Jahr 2000 an die Öffentlichkeit.
Unter den im Jahr 2000 freigegebenen US-Dokumenten befand sich auch ein Telegramm des damaligen US-Botschafters in Panama an den US-Außenminister aus dem Jahr 1978. Darin berichtet der Absender, dass eine US-Nachrichtenzentrale in Panama für den Informationsaustausch der Condor-Agenten diene. Er drückte die Befürchtung aus, dass das Bekanntwerden dieser Tatsache ein schlechtes Licht auf die Rolle von US-Behörden bei der Ermordung von Orlando Letelier werfen könnte, die zu dieser Zeit Gegenstand eines Strafprozesses in den USA war.
Vor allem dem US-Sicherheitsberater (1969–1973) und Außenminister (1973–1977) Henry Kissinger wird aufgrund von Dokumenten vorgeworfen, dass er die Aktion aktiv unterstützt habe, da er in den lateinamerikanischen Ländern kommunistische Revolutionen fürchtete (Domino-Theorie) und die diktatorischen Machthaber als Verbündete der USA im Kampf gegen den Kommunismus ansah.

## Hintergrund
In Südamerika wurden in den 1970er und 1980er Jahren fast alle Länder längere Zeit von politisch rechtsgerichteten, meist von den USA unterstützten Militärdiktaturen regiert. Diese unterdrückten fast durchweg mit Gewalt die meist links stehende Opposition. Ein verbreitetes Mittel dazu war die heimliche Entführung (Verschwindenlassen) missliebiger Personen durch anonym bleibende Mitglieder von Sicherheitskräften. Die Opfer wurden während der Haft in Geheimgefängnissen meist gefoltert, erniedrigt und in sehr vielen Fällen anschließend ermordet (siehe Desaparecidos). Allein während der Militärdiktatur in Argentinien von 1976 bis 1983 verschwanden auf diese Weise bis zu 30.000 Menschen spurlos. Nach dem Übergang der Staaten zur Demokratie, meist in den 1980er und 1990er Jahren, wurde die Strafverfolgung solcher Verbrechen in vielen Ländern durch generelle Amnestiegesetze für die Täter jahrelang be- oder verhindert. Diese wurden in den letzten Jahren jedoch in mehreren Ländern rückwirkend aufgehoben, so dass zahlreiche ehemalige Diktatoren und Folterer mittlerweile bestraft wurden oder noch vor Gericht stehen.